# Mohammed al-Hakim

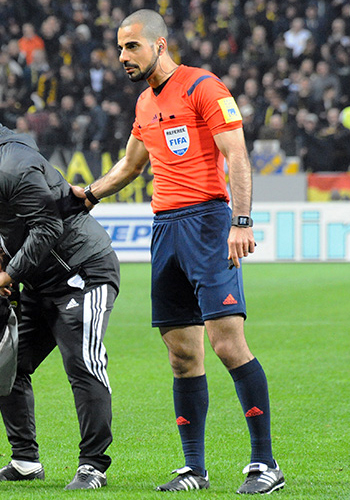
Mohammed al-Hakim (2015)

Mohammed al-Hakim (* 15. April 1985 in Nadschaf, Irak) ist ein schwedischer Fußballschiedsrichter.
Mohammed al-Hakim wurde im Irak geboren und zog im Alter von acht Jahren mit seiner Familie nach Schweden. Er lebt in Köping.
Seit 2015 steht er auf der Liste der FIFA-Schiedsrichter und leitet internationale Fußballspiele.
In der Saison 2019/20 leitete al-Hakim erstmals ein Spiel in der Europa League, bisher noch keine Spiele in der Champions League, jedoch in der Qualifikation zu beiden Wettbewerben. Zudem pfiff er bereits Partien in der Nations League und in der europäischen WM-Qualifikation für die Weltmeisterschaft 2022 in Katar sowie Freundschaftsspiele.
Zudem wurde er bei der U-17-Europameisterschaft 2017 in Kroatien eingesetzt.